# Джаяпура
Джаяпура (індонез. Jayapura, колишня назва — Голландія (нід. Hollandia)) — адміністративний центр провінції Папуа, Індонезія, на півночі острова Нова Гвінея. Населення близько 200 000 осіб (2002).

## Географія
Місто розташоване на березі затоки Телук-йос-Сударсо (індонез. Teluk Yos Sudarso) (раніш відоме як Берег Гумбольдта).

### Клімат
Місто розташоване в зоні, яку характеризує тропічний клімат вологих лісів. Найтепліший місяць — листопад із середньою температурою 27.3 °C (81.1 °F). Найхолодніший місяць — липень, із середньою температурою 26.4 °С (79.5 °F).
| Клімат Джаяпури         | Клімат Джаяпури | Клімат Джаяпури | Клімат Джаяпури | Клімат Джаяпури | Клімат Джаяпури | Клімат Джаяпури | Клімат Джаяпури | Клімат Джаяпури | Клімат Джаяпури | Клімат Джаяпури | Клімат Джаяпури | Клімат Джаяпури | Клімат Джаяпури |
| Показник                | Січ.            | Лют.            | Бер.            | Квіт.           | Трав.           | Черв.           | Лип.            | Серп.           | Вер.            | Жовт.           | Лист.           | Груд.           | Рік             |
| Середня температура, °C | 27,1            | 26,9            | 27              | 27,1            | 27,1            | 26,9            | 26,4            | 26,6            | 26,9            | 27,2            | 27,3            | 27,2            | 27              |
| Норма опадів, мм        | 319.5           | 248.3           | 266.4           | 220.8           | 172.1           | 165.3           | 127.6           | 132.6           | 154.8           | 184.1           | 179             | 227.4           | 2397.9          |
| Днів з опадами          | 17,6            | 17,5            | 19,2            | 17,6            | 14,1            | 12,9            | 13              | 12,8            | 13,3            | 14,7            | 15,6            | 17,3            | 185,6           |
| Вологість повітря, %    | 80.2            | 81.2            | 80.8            | 80.7            | 81.1            | 79.9            | 81              | 80.3            | 79.1            | 80.1            | 79.8            | 80.5            | 80.4            |
| ----------------------- | --------------- | --------------- | --------------- | --------------- | --------------- | --------------- | --------------- | --------------- | --------------- | --------------- | --------------- | --------------- | --------------- |
| Джерело: Weatherbase    |                 |                 |                 |                 |                 |                 |                 |                 |                 |                 |                 |                 |                 |

## Історія
З 1910 по 1962 місто було відоме з назвою Голландія і було столицею округу з такою ж назвою, розташованого на півночі Західної Нової Гвінеї. З 1949 року Голландія була також столицею Нідерландської Нової Гвінеї. Голландія була перейменована в Кота-Бару (Котабару) на церемонії ООН 1 травня 1963 року. З 1963 по 1968 року носить ім'я Сукарнопура на честь першого президента Індонезії Сукарно.
Північна частина Нідерландської Нової Гвінеї була окупована японськими збройними силами в 1942.
Наприкінці 2000-х — початок 2010 років на хвилі активізації національного папуаського руху в провінції пройшла кампанія на користь чергового перейменування міста — на папуаський манер — приурочена до його сторіччя, яке відзначали 7 березня 2010 року. Була проведена серія зустрічей міської і провінційної влади з представниками громадськості, у ході яких найбільш популярним варіантом нової назви був визнаний  Порт-Нумбай  (індонез. Port-Numbay) — зокрема, саме за нього висловилася абсолютна більшість з 110 громадських делегатів, які брали участь у зустрічі з мером міста та головою міської законодавчої ради в лютому 2010 року. Питання про перейменування набуло розголосу в національних ЗМІ, однак в підсумку практичного опрацювання не отримав — місто зберегло назву Джаяпура. При цьому назва Порт-Нумбай неформально використовується частиною папуаського населення і отримало деяке поширення за межами Індонезії.

## Міста-побратими
- Порт-Морсбі, Папуа Нова Гвінея